# Henschel Hs 129
Хеншель Hs. 129 (нем. Henschel Hs. 129) — немецкий одноместный двухмоторный специализированный штурмовик времён Второй мировой войны. Главный конструктор самолёта — Фридрих Николаус (нем. Fr. Nicolaus). В Люфтваффе штурмовик имел прозвище «консервный нож» (нем. Büchsenöffner). Использовался в основном на Восточном фронте с 1942 года по 1945 год. Всего было выпущено 865 самолётов.

## История создания
После нападения на Советский Союз в июне 1941 года немецкому генштабу стало понятно, что Hs. 129 является важным самолётом. В Европе небольшой Hs. 123 продемонстрировал то, во что отказывался верить немецкий генштаб: эта машина могла играть решающую роль в ходе наземных операций. Поэтому Hs. 129В немедленно запустили в серийное производство.
Первый предсерийный Hs. 129В-0 изготовили в конце 1941 года, но у «Хеншеля» возникло много серьёзных проблем и задержек, отодвинувших на неопределенный срок создание планировавшихся штурмовых эскадр. Непрерывное устранение неисправностей задерживали обещанное производство 40 машин в месяц, что стало возможным только в середине 1943 года. Самой главной проблемой был двигатель, оказавшийся очень чувствительным к грязи и песку. Его надежность была исключительно низкой, и потребовалось шесть месяцев, чтобы как-то исправить положение. Позднее установили более мощную 20-мм пушку MG. 151/20. Были созданы возможности переоснащения самолёта в полевых условиях.
Первая эскадрилья 4./Sch.G. 1 в середине 1942 г. приобрела печальный опыт в боях за Кавказ, а в конце того же года в Северной Африке в другом подразделении, 4./Sch.G. 2, произошел ряд катастроф, в результате чего его вывели оттуда без самолётов. В течение 1943 года производственные трудности и высокий процент потерь сделали формирование штурмовых авиационных подразделений нереальным, хотя боевая эффективность самолёта за счет модернизаций значительно возросла. В основном из-за установки мощной 30-мм пушки MK. 101 с боезапасом в 30 патронов, которая отлично поражала любые движущиеся бронированные средства, кроме основных танков.

## Модификации

### Предсерийные модификации
- Hs. 129A-0 — после победы в конкурсе по разработке ударного самолёта для поражения бронетехники и фортификационных укреплений противника было заказано 12 предсерийных штурмовиков Hs. 129A-0. Машины оснащались двухрядными 12-цилиндровыми V-образными двигателями воздушного охлаждения Аргус As-410A-0 мощностью 430 л. с. Летные характеристики самолёта были неудовлетворительны, масса самолёта превысила расчетную на 12 %, двигатель не развивал ожидаемую мощность, управление было сложным и требовало чрезмерных усилий пилота. Вооружение состояло из двух пулемётов MG. 17 и двух пушек MG. 151/20.
  - Hs. 129A-1 — на самолёт был установлен двигатель As 410A-1 мощностью 465 л. с. при 3100 об/мин. Так же рули высоты и направления были оснащены электрическими триммерами. По ходу производства было принято решение установить в планер Hs. 129A французский двигатель Гном-Рон 14М 04/05, надеясь на улучшение летных характеристик. Двигатель Гном-Рон 14М 04/ 05 развивал мощность 700 л. с. Для установки двигателя пришлось изменить конструкцию крыла, отказавшись от изломов передней кромки. Так же самолёт получил новую кабину имеющую лучший обзор. После всех внесённых изменений самолёту сменили маркировку на Hs. 129B-0, их можно отличить от Hs. 129B-1 по более острой, сплющенной форме носа.[1]

### Серийные модификации
- Hs. 129B-0 — предсерийная модификация самолёта, глубокая модернизация Hs. 129A-1.
- Hs. 129B-1 — первая серийная машина. Изменилась форма носовой части фюзеляжа, что улучшило обзор вниз-вперёд. На самолётах позднего выпуска ввели форточки в боковом остеклении.
  - Hs. 129B-1/R1 — комплект «Rustsatz R-1», позволял нести две 50-кг бомбы под каждым крылом, либо по одному контейнеру с 2,2-кг осколочными бомбами (24 бомбы в контейнере).
  - Hs. 129B-1/R2 — комплект, предназначенный для борьбы с танками, представлял собой гондолу с 30-мм пушкой MK. 101, подвешиваемую под фюзеляж.
  - Hs. 129B-1/R3 — комплект состоящий из четырёх пулемётов MG. 17 установленных на единую конструкцию. Комплект монтировался под фюзеляжем.
  - Hs. 129B-1/R4 — комплект являет собой четыре бомбодержателя ЕТС-50 для 50-кг бомб или четыре контейнера с осколочными бомбами, монтируемыми в нижней передней части фюзеляжа. В комплекте присутствовал переходник для установки одной 250-кг бомбы либо сбрасываемого топливного бака объёмом 300 литров.
  - Hs. 129B-1/R5 — комплект для выполнения задач тактической фоторазведки, состоял из установленного в фюзеляже объективом вниз фотоаппарата Rb-20/30 или Rb-50/30.
  - Hs. 129B-2 — внесены изменения в систему подачи топлива, укорочены выхлопные патрубки. Курсовые пулемёты заменены на MG. 131. На самолёте отказались от мачты натяжной проволочной радиоантенны (на самолётах позднего выпуска).
    - Hs. 129B-2/R2 — комплект несущий 30-мм пушку MK. 103, взамен MK. 101 на Hs. 129B-1/R2.
    - Hs. 129B-2/R3 — комплект представлял собой автоматическую 37-мм пушку BK 3,7, но относительно небольшое количество самолётов было переоборудовано в пользу Hs. 129B-3 с установкой BK 7,5.

  - Hs. 129B-3 — установлена противотанковая пушка BK 7,5.[1]

## Конструкция
Hs. 129 — одноместный цельнометаллический двухмоторный свободнонесущий низкоплан с гладкой дюралюминиевой обшивкой и убираемым трёхопорным шасси. Живучесть штурмовика обеспечивалась бронированием кабины пилота и некоторых уязвимых агрегатов, использованием двух двигателей воздушного охлаждения и протектированием топливной системы. Элероны, закрылки, рули направления и высоты имели полотняную обшивку.

### Фюзеляж
Фюзеляж самолёта цельнометаллический полумонококом трапециевидного сечения (близко треугольному). Конструктивно состоял из трёх частей: бронированной кабины пилота, центральной и хвостовой частей. Центральная часть фюзеляжа конструктивно включала в себя центроплан с мотогондолами.
Носовая часть
Кабина пилота сварная из стальных броневых листов. Передняя и задняя стенки, днище были изготовлены из бронеплит толщиной 12 мм, боковые стенки — из 6-мм брони. Вся броня стальная гомогенная, в виде плоских бронелистов. Плоские броневые боковые стенки и нижняя броневая плита были закрыты дюралюминиевыми обтекателями, прикреплёнными к коробке винтами. Козырёк кабины состоял из стальных полос толщиной 6 мм, в них монтировалось 75-мм лобовое бронестекло линейной кривизны. Бронезащита пилота выполнялась наиболее сильной со стороны передней полусферы и рассчитывалась на действие 12,7-мм бронебойной пули Б-32 зенитного пулемёта ДШК с дистанции 200 м. Пилота от ударов о лобовое стекло предохраняли кожаные валики, так как расстояние от стекла до головы пилота было всего 30 см. Сдвижная часть фонаря состояла из дюралюминиевых полос с плексигласовым остеклением. В боковых окнах были форточки, на левую для определения углов снижения наносились специальные линейки жёлтого цвета под углами 10, 20 и 30 градусов к продольной оси самолёта.
Из-за маленьких размеров кабины на приборной доске были установлены только пилотажно-навигационные приборы, приборы контроля двигателей были размещены на внутренних сторонах мотогондол. Также из кабины был вынесен коллиматорный прицел Реви 12/С, который размещался перед лобовым стеклом в бронированном кожухе. Самолёты модификации B-3 с 75-мм пушкой имели телескопический прицел ZFR-3.
Кресло пилота крепилось к задней стенке бронированной кабины трубчатой рамой. Сиденье регулировалось по высоте и имело четыре точки крепления привязных ремней пилота. Самолёт имел необычно короткую ручку управления полётом.
Кабина имела обогрев от бензинового нагревателя, размещённого в носу вне бронированной кабины. В некоторых самолётах на козырьке крепились зеркала для обзора заднего вида.
Общая масса передней части фюзеляжа составляла 469 кг. Носовая часть фюзеляжа обеспечивала хороший обзор вперёд-вниз, необходимый при выполнении штурмовых задач.
Центральная часть
Центральная часть фюзеляжа имела полумонококовую конструкцию и крепилась к носовой части на болтах. Силовой набор центральной секции фюзеляжа состоял из двух стальных лонжеронов трубчатого сечения, внутри которых проходили стволы пушек, четырёх шпангоутов и десяти стрингеров. Секция имела дюралюминиевую обшивку. Между шпангоутами № 1 и № 2 располагался масляный бак гидросистемы. Между 1 и 3 шпангоутами, непосредственно за бронеспинкой сидения, находился спротектированный фибровый 200л топливный бак. Бак обтянут лосиной кожей и обклеен двумя слоями резины, твёрдой и мягкой. Бак с боков защищён 6 мм броневыми листами, за ним между шпангоутами № 3 и № 4 располагался аккумулятор. В нижней части центральной секции размещались пушки, агрегаты пневматической перезарядки пулемётов и патронные ящики.
Общая масса центральной секции фюзеляжа с центропланом без двигателей и шасси была 1063 кг, с двигателями и шасси — 2666 кг.
Хвостовая часть
Хвостовая часть съёмная, также крепилась к центральной части болтами. Силовой набор секции состоял из 10 шпангоутов и 24 стрингеров. Хвостовая часть обшита дюралюминием. Между шпангоутами № 3 и № 4 была расположена УКВ радиостанция, к шпангоуту № 6 был прикреплён дистанционный компас, к № 9 крепился амортизатор хвостового колеса, также в хвостовой части находились аптечка и аварийный комплект.
Вся клёпка фюзеляжа и крыла выполнена впотай, кроме дюралюминиевых обтекателей в носовой части.

### Крыло
Крыло состояло из центроплана, конструктивно соединённого с центральной секцией фюзеляжа и двух отъёмных консолей. В плане крыло имело трапециевидную форму. Обшивка крыла — листовой дюралюминий толщиной 0,6 мм.
Центроплан имел полумонококовую конструкцию с усиленным носком. Силовой набор центральной секции крыла состоял из двух лонжеронов, четырёх нервюр и двух промежуточных нервюр. В центроплане были размещены пулемёты с боекомплектом и два протектированных незащищённых бронёй топливных бака по 205 л в каждой внутренней секции. В левой внутренней секции крыла также был размещён комплект выживания: пистолет-пулемёт MP. 40, каска и противогаз.
Каждая консоль имела по два лонжерона и шесть нервюр. Консоль крепилась к центроплану с помощью четырёх узлов, расположенных на лонжеронах. На левой была расположена трубка Пито.
Механизация крыла состояла из щелевых элеронов с триммерами и посадочных закрылков. Элероны имели металлический каркас и полотняную обшивку. Закрылки имели комбинированную обшивку: металлическую сверху и полотняную снизу. Элероны и закрылки имели гидравлический привод.
Масса каждой консоли составляла 122 кг.

### Хвостовое оперение
Хвостовое оперение металлическое полумонококовой конструкции.
Горизонтальное оперение состоит из двух половин. Силовой набор состоит из центрального лонжерона, вспомогательного переднего лонжерона и трёх нервюр в каждой половине. Рули высоты состоят из двух взаимозаменяемых половин. Силовой набор вертикального оперения также имеет однолонжеронную конструкцию с вспомогательным передним лонжероном и три нервюры.
Рули высоты и руль направления имеют металлический каркас и полотняную обшивку. Все рули имеют весовую и аэродинамическую компенсацию и оснащены триммерами с электроприводом.

### Шасси
Шасси трёхопорное с неубираемым хвостовым колесом. Основные стойки одноколёсные, убирались в мотогондолы и прикрывались створками. В убранном положении колёса выступали наружу, что облегчало аварийную посадку. Управление уборкой и выпуском шасси осуществлялось от основной гидросистемы, для аварийного выпуска самолёт имел гидравлическую помпу с ручным приводом. Все колёса были оснащены гидропневматическими амортизаторами.
Масса основной стойки шасси составляла 125 кг, хвостовой опоры 18 кг. Ширина колеи 4,12 м, размер основных колёс 770×270 мм.
Самолёт имел гидравлические тормоза фирмы Аргус.

### Силовая установка
На самолётах модификации Hs. 129A были установлены двухрядные 12-цилиндровые V-образные двигатели воздушного охлаждения Аргус As-410A-1, имеющие взлётную мощность 465 л. с. при 3100 об./мин. Моторы были оснащены деревянными двухлопастными пропеллерами фирмы Аргус, диаметром 2,62 м.
На самолётах Hs. 129B устанавливали двухрядные радиальные 14-цилиндровые двигатели воздушного охлаждения французского производства «Gnome-Rһone» 14M 04/05. Вал двигателя 14M 04 вращался против часовой стрелки и устанавливался в левую мотогондолу, 14M 05 — по часовой стрелке и был установлен в правую мотогондолу. Взлётная мощность двигателей — 700 л. с. при 3030 об./мин., номинальная у земли — 570 л. с., на высоте 4025 м — 600 л. с. Сухая масса снаряжённого двигателя составляла 589 кг.
Двигатели были оснащены трёхлопастными металлическими пропеллерами Ратье-1527/1528 диаметром 2,6 м. Шаг установки лопастей менялся вручную или автоматически в диапазоне от 26 до 50 градусов. Механизм поворота лопастей имел электрический привод и позволял устанавливать винты во флюгерное положение. Один винт имел массу 94 кг.
Нижний капот двигателя был изготовлен из 5-мм стальной гомогенной брони, сзади-снизу двигатель защищала стальная полукруглая бронепластина толщиной 5 мм.
Маслосистема двигателя состояла из двух баков ёмкостью 35 л (Hs. 129B-1) или 41 л (Hs. 129B-2) каждый. Масляные баки были размещены в консолях между лонжеронами с внешней стороны мотогондол. Маслорадиаторы были размещены у заднего лонжерона с внешней стороны каждой мотогондолы. Створки маслорадиаторов управлялись автоматически от гидросистемы. Туннель маслорадиатора и створка были изготовлены из 6 мм гомогенной брони.
Топливная система состояла из трёх протектированных баков общей ёмкостью 610 л, размещённых в фюзеляже и центроплане крыла. Самолёт использовал бензин с октановым числом не менее 87. В фюзеляжном баке был установлен электрический насос для перекачивания бензина.
Протектированные, но не имеющие брони топливные и масляные баки были уязвимыми местами самолёта.
Для запуска двигателя использовался электроинерционный стартёр. С внешней стороны мотогондол были смонтированы ручка стартёра, кран управления подачей бензина, горловина для заливки пускового топлива и шприц.

### Электрооборудование
Электросистема самолёта напряжением 24 В состояла из двух электрогенераторов мощностью 1500 Вт каждый, установленных в мотогондолах, и аккумулятора ёмкостью 7,5 А·ч, размещённого в верхней центральной секции фюзеляжа за топливным баком. Электросеть самолёта двухпроводная, экранированная. Провода были протянуты в желобах.
На самолётах устанавливались приёмопередающие станции FuG-16 или FuG-25, в зависимости от года выпуска. Изменение рабочей частоты радиостанции было возможно только на земле. На самолёты позднего выпуска устанавливали радиополукомпасы, имеющие рамочную круглую антенну.
Кислородное оборудование в самолёте отсутствовало.

### Вооружение
Стандартное вооружение штурмовика Hs. 129 серий В-1 и В-2 состояло из двух 7,92-мм пулемётов Рейнметалл Борзиг MG. 17 с боекомплектом 2×1000 патронов, двух 20-мм пушек Маузер MG. 151/20 с ленточным питанием и боекомплектом 500 патронов на пушку, и подвесной 30-мм пушечной установки Rustsatz MK. 103 с боекомплектом 80 патронов.
Самолёты модификации B-3 несли под фюзеляжем подвесную 75-мм пушку PaK. 40L, отличавшуюся от сухопутного варианта, в частности, увеличенными размерами дульного тормоза.
Управление стрельбой и перезарядкой пушек было электрическое, управление стрельбой пулемётов — электрическое, а перезарядка пулемётов — электропневматическая. Управление стрельбой допускало ведение огня в различных комбинациях. Расход патронов контролировался пилотом с помощью четырёх счётчиков.
На самолёте был установлен электрический бомбосбрасыватель и механический бомбовой прицел перед стеклом лётчика.

## Состояли на вооружении
- Германия: Люфтваффе
- Венгрия: В 1943 году ВВС Венгрии получили 4 штурмовика для ознакомления. После катастрофы одного самолёта, остальные были приписаны к эскадрилье ночной истребительной авиации и боевых вылетов не совершали.
- Румыния: ВВС Румынии получили первые 40 самолётов в мае 1943 года. Румынские штурмовики не были оборудованы подвесными пушками, поэтому действовали в качестве лёгких бомбардировщиков. С августа 1944 года оставшиеся самолёты совершали боевые вылеты против бывших союзников. Всего Румыния получила 62 штурмовика Hs. 129.

## Боевое применение
На фронтах Великой Отечественной войны штурмовик Hs. 129 впервые принял участие в боевых действиях 1942 года на полуострове Крым и в составе румынской армии, воюющей в СССР.
Ограниченно использовался в операциях в Северной Африке в 1943 году. Далее — в боевых действиях на Курской дуге.
В основном Hs. 129 использовались в отдельных эскадрильях истребителей танков и в 4-й группе 9-й штурмовой эскадры (IV.(Pz)/SG9).
К середине 1944 года, с усилением советской противовоздушной обороны и истребительной авиации, стало очевидным, что характеристики Hs. 129 не отвечают сложившейся на фронтах войны тактической обстановке; потери лётного состава достигали 20 процентов.

## Тактико-технические характеристики
| ТТХ Hs. 129 различных модификаций |                                                 |                                                 | | |                               |         |         |
| Характеристика                    | Hs. 129A-0                                      | Hs. 129B-0                                      | Hs. 129B-1                                                                                          | Hs. 129B-2                                                                                             | Hs. 129B-3                    |         |         |
| Технические характеристики        |                                                 |                                                 | | |                               |         |         |
| Экипаж                            | 1 пилот                                         | 1 пилот                                         | 1 пилот                                                                                             | 1 пилот                                                                                                | 1 пилот                       | 1 пилот | 1 пилот |
| Длина, м                          | 9,85                                            | 9,75                                            | 9,75                                                                                                | 9,75                                                                                                   | 9,75                          |         |         |
| Размах крыла, м                   | 14,2                                            | 14,2                                            | 14,2                                                                                                | 14,2                                                                                                   | 14,2                          |         |         |
| Высота, м                         | 3,25                                            | 3,25                                            | 3,25                                                                                                | 3,25                                                                                                   | 3,25                          |         |         |
| Площадь крыла, м²                 | 28,4                                            | 28,9                                            | 28,9                                                                                                | 28,9                                                                                                   | 28,9                          |         |         |
| Масса пустого, кг                 | 3260                                            | 3675                                            | 3661                                                                                                | 3810                                                                                                   | 4063                          |         |         |
| Масса снаряжённого, кг            | 4310                                            | 3839                                            | 4057                                                                                                | 4197                                                                                                   | н/д                           |         |         |
| Максимальная взлётная масса, кг   | н/д                                             | 5000                                            | 5000                                                                                                | 5250                                                                                                   | 5230                          |         |         |
| Объём топливных баков, л          | 610                                             | 610                                             | 610                                                                                                 | 610 | 610                           |         |         |
| Двигатель                         | Аргус As 410A-1                                 | Гном-Рон 14M 04/05                              | Гном-Рон 14M 04/05                                                                                  | Гном-Рон 14M 04/05                                                                                     | Гном-Рон 14M 04/05            |         |         |
| Мощность, л. с.                   | 2 × 465 л. с.                                   | 2 × 700 л. с. (522 кВт)                         | 2 × 700 л. с. (522 кВт)                                                                             | 2 × 700 л. с. (522 кВт)                                                                                | 2 × 700 л. с. (522 кВт)       |         |         |
| Воздушный винт                    | двухлопастной 2,62 м                            | трёхлопастной диаметром 2,6 м                   | трёхлопастной диаметром 2,6 м                                                                       | трёхлопастной диаметром 2,6 м                                                                          | трёхлопастной диаметром 2,6 м |         |         |
| Лётные характеристики             |                                                 |                                                 | | |                               |         |         |
| Максимальная скорость, км/ч       | 385                                             | 355                                             | н/д                                                                                                 | 320—350                                                                                                | 400                           |         |         |
| Крейсерская скорость, км/ч        | н/д                                             | н/д                                             | н/д                                                                                                 | 265 | 265                           |         |         |
| Практическая дальность, км        | 650                                             | 750                                             | 560                                                                                                 | 680 | 780                           |         |         |
| Практический потолок, м           | н/д                                             | н/д                                             | н/д                                                                                                 | 7500                                                                                                   | 9000                          |         |         |
| Скороподъёмность, м/c             | 5,2                                             | н/д                                             | н/д                                                                                                 | 5,8 (8,25)                                                                                             | 3,6                           |         |         |
| Нагрузка на крыло, кг/м²          | н/д                                             | н/д                                             | н/д                                                                                                 | 181 | н/д                           |         |         |
| Вооружение                        |                                                 |                                                 | | |                               |         |         |
| Встроенное                        | 2× 7,92 мм MG. 17 по 1000 патр. 2× 20 мм MG. FF | 2× 7,92 мм MG. 17 по 1000 патр. 2× 20 мм MG. FF | 2× 7,92 мм MG. 17 по 1000 патр. 2× 20 мм MG. 151/20 по 250 патр.                                    | 2× 7,92 мм MG. 17 по 1000 патр. 2× 20 мм MG. 151/20 по 250 патр.                                       | 2× 7,92 мм MG. 17             |         |         |
| Подвесное                         | 2× 50 кг бомбы                                  | 2× 50 кг бомбы                                  | 2× 50 кг бомбы и 4× 50 кг бомбы или 4× 7,92 мм MG. 17 по 1000 патр. или 1× 30 мм MK. 101 с 30 патр. | аналогично B-1 или 1× 30 мм MK. 103 с 100 патр. или 1× 37 мм BK. 3.7 с 12 патр. (без пулемётов MG. 17) | 1× 75 мм BK. 7.5 с 12 патр.   |         |         |